# یابوونگتسا روسکا
یابوونگتسا روسکا (به لاتین: Jabłonica Ruska) یک روستا در لهستان است که در گمینا ددنگا واقع شده‌است.